# Sacrifice (videojuego)
Sacrifice es un videojuego de estrategia de tiempo real  publicado por Interplay Entertainment en el año 2000 para Windows 98. Desarrollado por Shiny Entertainment, el juego integra elementos de acción y otros géneros. Los jugadores controlan magos que luchan entre sí invocando monstruos y lanzando hechizos. Impresionando a la crítica con su calidad gráfica, sacrifice fue el primer videojuego comercial en hacer un uso completo de las tarjetas gráficas de la época, utilizando técnicas de transformaciones, clipping, e instrucciones avanzadas. El juego fue portado a Mac OS 9.2 en el 2001.
A diferencia de muchos juegos de estrategia en tiempo real modernos, Sacrifice ponía poco énfasis en la adquisición y administración de recursos. No había ningún sistema de trabajo y trabajadores; Los magos de los jugadores recogen almas para convocar criaturas, y el mana (energía utilizada para lanzar hechizos) se regenera de forma constante. Los jugadores pueden personalizar sus ataques escogiendo entre hechizos y criaturas alineadas a cinco dioses. Para derrotar a un adversario, el mago del jugador sacrifica una unidad amistosa en el altar del mago enemigo, profanándolo y haciendo desaparecer al mago enemigo. Aparte de una campaña en solitario, sacrifice ofrece un modo multijugador, en el que hasta cinco jugadores pueden jugar entre sí en una red local.
Sacrifice fue desarrollado por un pequeño equipo de desarrolladores; la mayoría del trabajo estuvo hecho por cuatro personas clave. El motor gráfico del juego hacía uso de la teselación: miles de polígonos se utilizaban para representar un objeto, en los objetos con menos detalles se utilizaba menor cantidad de polígonos. Ajustando el nivel de detalle Sacrifice puede funcionar en diversos equipos con el nivel más alto posible de gráficos. El nivel gráfico del juego era complementado por el trabajo de voz de actores profesionales, como Tim Curry, y las composiciones musicales de Kevin Manthei. Sacrifice fue alabado por la crítica por el diseño de sus criaturas y su contenido humorístico. La enorme atención necesaria para poder manejar los combates genéricos fue mencionada como una debilidad. A pesar de ganar varios premios, sacrifice no fue un éxito comercial, y no tuvo ninguna secuela.

## Estilo de juego
Publicado en el año 2000 para Windows 98 (y en el año siguiente para Mac OS 9.2), Sacrifice es un videojuego de estrategia de tiempo real  que incorpora elementos del género de acción. Los jugadores controlan a los magos, mirando sobre sus caracteres desde atrás. El Juego comienza con el jugador controlando a un mago y un altar. Utilizando el teclado y ratón, los jugadores mueven sus magos en un mundo virtual, dirigiendo ejércitos y lanzando hechizos para eliminar sus adversarios. El mago de un jugador derrota a un adversario al profanar su altar a través del "sacrificio" mágico de una unidad amistosa.
Los magos pueden lanzar hechizos que dañan al oponente (hechizos de combate), hechizos que curan el daño recibido, o hechizos que convocan criaturas. Hechizos de combate más avanzados afectan áreas grandes del campo de batalla, tomando la forma de tornados y volcanes. Lanzar hechizos requiere energía, la que en el juego, se representa en la forma de mana. La recuperación de mana es lenta, pero cuando un mago está cerca de un altar, este proceso se acelera. Estar cerca de alguna de las fuentes de mana distribuidas en el mundo también aceleran la recuperación de mana. Un mago puede monopolizar una fuente de mana fuente al levantar una estructura conocida como "monolito" encima. Debido a que el mana siempre se recupera, es un recurso infinito. Las almas son otro tipo de recurso en este juego: se utilizan, junto con el mana, para convocar criaturas, que forman la principal fuerza ofensiva de los jugadores. A diferencia del mana, las almas están limitadas en cantidad. Al inicio, los jugadores comienzan con unas cuantas almas y pueden aumentan sus recursos al localizar almas sin reclamar, asesinando monstruos agresivos y tomando sus almas.
Las criaturas invocadas eran clasificadas en tres tipos: Cuerpo a cuerpo, de rango, y voladores. Similar al piedra papel y tijeras, cada clase era fuerte contra la otra. Las criaturas de tipo cuerpo a cuerpo causaban más daño a las criaturas de rango, pero no pueden defenderse contra los voladores, los cuales en vuelta eran vulnerables a quienes pueden atacar en rango. Varias criaturas también tenían capacidades especiales, como crear barreras mágicas protectoras, hacerse invisibles, o inmovilizar a sus adversarios. Dos unidades, "Manahoars" y "Sac Doctors", tenían propósitos especiales. Los "Manahoars" Ayudaban a recargar la energía de su invocador canalizando energía desde los monolitos. Los "Sac Doctors" extraían las almas de adversarios caídos y las llevaban al altar para su conversión. Estas unidades también eran convocadas para realizar el ritual de profanación del altar enemigo; matar a un "Sac Doctor" interrumpía el proceso.
Los hechizos y las habilidades de las criaturas estaban diseñadas sobre las bases de cinco dioses. Persephone, el gran Sanador, da a sus seguidores poderes de regeneración y naturaleza. Su contraparte, Charnel, dios de la muerte y la decadencia, celebra la muerte y decadencia; sus criaturas son zombis y sus hechizos drenan la vida de otros. Los otros tres dioses—James, Stratos, y Pyro—gobiernan elementos naturales, concediendo a sus seguidores capacidades de asociaron con tierra, aire, y fuego, respectivamente.
A diferencia de otros juegos de estrategia de tiempo real publicados a mediados del 2000, El estilo de juego de Sacrifice no está centrado en la administración de los recursos y bases. En cambio, el juego enfatiza la micro-gestión de las unidades de los jugadores; el éxito en el juego está enlazado al control meticuloso de cada individuo o grupos pequeños para vencer enemigos. Los jugadores ordenan sus ejércitos en formaciones al pulsar una tecla clave o navegando a través de un menú de acción que emerge en la zona superior de la pantalla. La orden también puede ser dada con el ratón realizando patrones concretos sin tener que esperar a que el menú de acción aparezca.

### Campaña en Solitario
El modo de campaña en solitario comienza con una reunión entre el protagonista Eldred y el vidente ciego Mithras en mundo posapocalíptico. A través de voces superpuestas y escenas de corte renderizadas por el motor de juego, Eldred explica a Mithras los acontecimientos que dirigieron al estado actual del mundo. Eldred Era un emperador tiránico quién gobernaba sobre el mundo de Jhera. Aun así, sus días de dominio estaban contados: sus súbditos se rebelaron, y sus enemigos se reunieron en las fronteras de su reino. Acudiendo a las artes místicas en búsqueda de una solución, Eldred convocó un demonio, Marduk, para eliminar toda oposición a su reinado.  Marduk demostró ser incontrolable y desató su furia en Jhera; Eldred huyó al mundo en el que el y Mithras estaban. El mundo al que se transportó (habiendo padecido un cataclismo) era una colección de cinco islas flotantes. Un dios reinaba sobre cada una, buscando imponer su propio orden. Las rivalidades entre los dioses son agravadas por la profecía de Mithras que decía que había un traidor entre ellos. Notando la oportunidad para remendar su vida, Eldred ofrece su servicio a los dioses.
La campaña abarca diez misiones. En cada misión, el jugador escoge un dios para Eldred, recibiendo criaturas y hechizos de aquel dios. El jugador puede construir una selección de unidades y habilidades de dioses diferentes al cambiar el dios al que ofrece servicio en cada misión; las mismas selecciones luego serán utilizadas en misiones posteriores o en partidas del modo multijugador. A medida que el juego avanza, las elecciones del jugador alinean Eldred con un dios. Aparte de los objetivos en cada misión,  hay objetivos secretos que si son cumplidos conceden bonificaciones a Eldred como resistencia mágica y física aumentada, más mana, entre otras.
En la mitad del progreso en el modo campaña, Eldred se reencuentra con Marduk. El demonio provoca al mago y anuncia que este mundo padecerá el mismo destino de Jhera. Eldred Advierte los dioses;  estos creen que uno de ellos apoya a Marduk y batallan entre sí buscando eliminar al traidor. En la última etapa de la campaña, Eldred elimina a los otros dioses con la ayuda del dios con el que se ha alineado. Después de la narración del mago, Mithras revela ser realmente Marduk. Stratos, el traitor, había planeado la aparición del demonio en el nuevo mundo y entregó la falsa profecía a los dioses para hacerlos pelear entre sí. Marduk se burla de Eldred por su ingenuidad y comienza la batalla final. Después de derrotar al demonio, el jugador escoge uno de dos finales para Eldred: quedarse y ayudar al último dios a gobernar el mundo, o irse y buscar su destino en otros mundos.

### Multijugador
Sacrifice presenta la capacidad para jugadores de jugar entre sí utilizando redes de ordenador; hasta cinco jugadores (humanos- u controlados por ordenador) pueden jugar en una partida multijugador. Cuatro modos de juego son disponibles: Escaramuza, Cacería, Cosechas de Almas, y Dominación. El modo de juego en escaramuza es similar al modo de jugador en campaña; un jugador gana el partido al eliminar a los otros magos. En el modo Dominación se gana cuando el mago controla cierto número de monolitos. En el modo cacería gana el que más unidades elimina, Mientras que en el modo Cosecha de Almas, el ganador es definido por el mago que más almas ha recolectado.
Inicialmente, el modo multijugador sólo podía ser jugado sobre redes de área local, o sobre el internet a través de un servicio pago. Actualizaciones más tardías en el juego añadieron rankings en línea y la capacidad para conectar ordenadores vía Protocolo de Internet Suite (TCP/IP), eliminando el servicio pago para multijugador. La versión de servicio de multijugador para Macintosh, manejado por GameRanger, tuvo que ser instalado a través de una actualización tardía. Las partidas multijugador solo podían ser jugadas entre usuarios de una misma plataforma.

## Desarrollo
El desarrollo de Sacrifice comenzó en agosto de 1997. El programador líder del juego, Martin Brownlow, fue inspirado por Chaos: The Battle of Wizards, el cual fue publicado en 1985 para el ordenador ZX Spectrum. En el antiguo juego, los jugadores tomaban turnos para controlar magos, convocando criaturas y lanzando hechizos para eliminar al oponente. La industria de videojuego en su mayoría ignoró el desarrollo de Sacrifice, en parte debido al deseo de evitar repetir la mala experiencia de su último producto: Messiah. Publicado en marzo del 2000, el juego fue promovido de forma extravagante por Shiny durante su desarrollo, y el gran escrutinio de los medios de comunicación significó un gran peso sobre el equipo que trabajaba en el juego. Aprendiendo de esta equivocación, Shiny adoptó un perfil bajo para Sacrifice;  y hasta los últimos varios meses de su desarrollo, nadie fuera de la compañía supo de la existencia del juego. Según Brownlow, su equipo fue capaz de concentrarse mejor en el desarrollo del juego sin los medios de comunicación o "seguidores cuestionando cada decisión tomada por el equipo".
La mayoría del trabajo fue realizado por un equipo pequeño. El diseñador del juego, Eric Flannum, fundador de Blizzard Entertainment, recuerda que había sólo tres personas clave: dos programadores y un animador. A medida que más características de juego se desarrollaron, el equipo se expandía más. Flannum fue el encargado de liderar a los diseñadores de nivel, y Jon Gwyn incluyó a Joby Otero en el equipo de arte. Después de que las características básicas del juego fueron completadas, James Phinney, diseñador líder y productor en 1998 del juego de estrategia de Blizzard StarCraft, fue contratado para escribir la trama del modo Campaña. Su primer borrador fue utilizado como el guion para grabar voces, el cual ayudó el equipo para juzgar la atmósfera del juego. Más tarde, actores profesionales de Shiny, como Tim Curry y Brad Garrett, y varios artistas de voz, como Jennifer Hale, grabaron las voces finales para los caracteres del juego. Filtros de audio alteraron las voces para los dioses, dándoles un toque sobrenatural apropiado a sus funciones. Para música de fondo, Kevin Mantheifue contratado por Shiny, Kevin había realizado muchas composiciones para videojuegos, películas y series televisivas, como Scream 3 y Buffy The vampire Slayer. Sus composiciones para Sacrifice fueron tocadas por una orquesta de 25 instrumentos. El fundador de Shiny, David Perry, estaba tan ocupado durante el desarrollo del juego que rechazó la oportunidad de crear un videojuego para la película de ciencia ficción: The Matrix.

### Gráficos
El motor gráfico del juego hacía uso de la teselación: miles de polígonos se utilizaban para representar un objeto, en los objetos con menos detalles se utilizaba menor cantidad de polígonos. Un objeto típico en Sacrifice comprende 200 a 2,500 polígonos. Shiny expandió la aplicación de la tecnología al mundo virtual del juego. El entorno no es decorado con hierba, flores, y rocas por la superposición de imágenes bidimensionales. En cambio, muchos de los minúsculos detalles del terreno eran objetos tridimensionales. Los objetos en el juego están compuestos de triángulos isósceles, cada cual del cual es infinitamente divisible a dos triángulos isósceles más pequeños. La variedad de triángulos infinitos derivada de estas divisiones es almacenada en una estructura de árbol binario, la simplicidad de la división y sus algoritmos de administración de datos liberan de carga al procesador gráfico para que se utilice en otras funciones, dejando más recursos para ser utilizados en mejoras de detalles. Los efectos de Hechizos en Sacrifice están compuestos de superficies paramétricas, las cuales también pueden ser divididas en triángulos, facilitando el teselado.
A comienzos del 2000, la industria de los ordenadores presentó las primeras tarjetas gráficas capaces de realizar operaciones de transformación, clipping, e iluminación. Con el software apropiado, estas tarjetas nuevas tomaron el procesamiento de imagen liberando de carga el procesador del ordenador, permitiendo gráficos más detallados y animaciones más lisas. Shiny se capitalizó luego de su ruptura, gastando un par de semanas escribiendo una porción de código de Sacrifice. Brownlow y su equipo refinaron y mejoraron los gráficos del juego, aumentando el número de polígonos por modelo y creando software especializado para escanear escenas y determinar que elementos renderizar y como mostrarlos. Sacrifice fue conocido como el primer juego en el mercado en hacer uso completo de las nuevas tarjetas gráficas (GeForce 2 y la serie Radeon). Debido a la tecnología adoptada, la animación en el juego era fluida, sin la inestabilidad de fotogramas que caracterizaban a los motores gráficos sobre-exigidos.
Para los modelos de personajes, Otero y su equipo evitaron crear diseños convencionales inspirados en El Señor de los Anillos y otras fantasías. El ideal de Otero era que de "la forma es dada por la función", las capacidades o los propósitos de una criatura son demostrados en su aspecto. En su opinión, una criatura diseñada para matar enemigos haciendo estallar su propio cuerpo sería simplemente una "caricaturesca bomba con pies". Los diseños sencillos de Otero fueron expandidos y trabajados en detalle por Gwyn, quién también fue responsable de crear el modelo de Eldred. La incorporación por los artistas de humor en el trabajo no paso desapercibida en la industria de los videojuegos; muchos señalaron la alusión de James, Dios de Tierra, a Earthworm Jim, estrella de juegos anteriores de Shiny.

### Publicación
En junio, las características importantes del juego ya habían sido implementadas, y Shiny avanzó a la etapa de desarrollo. Seleccionó a mil miembros del público para participar en una versión Beta de los modos multijugador en Sacrifice, recibiendo retroalimentación sobre fallos de software, problemas de rendimiento, y mejoras posibles. El publisher del juego, Interplay Entertainment, asignó la tarea de probar el modo Campaña a su departamento de Aseguramiento de la calidad. Perry promovió el juego visitando críticas profesionales de videojuegos, como FiringSquad, y dando copias de la versión de beta a ellos. El 17 de noviembre de 2000, Interplay liberó el juego para la plataforma de Windows. Shiny empaquetó un editor de nivel, Scapex, con el producto acabado, dejaron que los jugadores puedan crear sus propios niveles. La herramienta muestra los cambios del usuario a medida que los añade al nivel. Los usuarios tienen control total sobre el posicionamiento de modelos y control de los acontecimientos, a pesar de que la herramienta no proporciona la capacidad para crear criaturas o hechizos nuevos. Los mapas creados por los jugadores podían ser compartidos con otros jugadores en los modos multijugador.
Más temprano en el mismo mes, El Publisher de software para Macintosh, MacPlay anunció que Sacrifice iba a ser portados a los ordenadores de la Manzana. Tomó a la compañía varios meses adaptar el código de fuente a la arquitectura de Macintosh, y el 14 de diciembre de 2001, la versión del juego para Macintosh fue liberada. Tenía casi las mismas características que la versión original; aun así, Scapex no fue portado. Otra característica dejada fuera era el modo multijugador, el cual MacPlay añadió después a través de una actualización.

## Recepción
Sacrifice fue desarrollado y publicado durante un periodo en el que mercado de videojuegos iba en crecimiento; en Estados Unidos la cantidad de dinero gastada en videojuegos aumentaba desde $3.2 mil millones en 1995 a $6.0 mil millones en 2000. "Ciertos juegos de estrategia en tiempo real "sólidos" podían vender más de 100,000 copias, y los que vendían menos de 75,000 copias eran considerados como fracasos comerciales por sus Publishers. En muchos juego de estrategia en tiempo real los desarrolladores se concentraban en mejorar la apariencia visual sin preocuparse en innovar en temas de jugabilidad. Shiny fue reconocido por la industria por sus juegos poco convencionales, los cuales exhibían contenido humorístico y diseños artísticos únicos. Cuando se supo que la compañía desarrollaba Sacrifice como su primer videojuego de estrategia en tiempo real, varios observadores de la industria del videojuego fueron entusiastas esperando ver un producto de calidad.

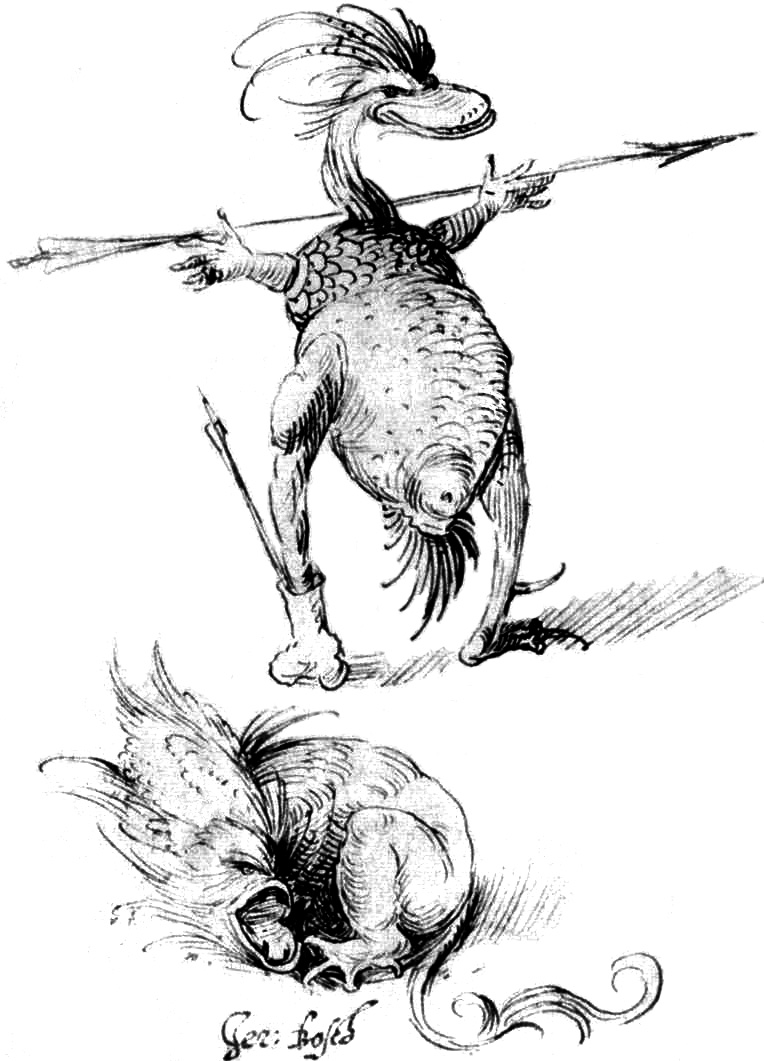
Arte de Sacrifice publicado por Kieron Gillen, periodista de videojuegos, apartado de arte, Pintura por Hieronymus Bosch.

Las reacciones iniciales fueron favorables. El arte de Sacrifice fue el punto en el que la crítica más se enfocó: los diseños de las criaturas fantásticas hicieron impresionaron profundamente a la industria. Los diseños eran tan poco convencionales que el periodista de videojuegos: Michael Eilers remarcó, "es como si Salvador Dalí y H. R. Giger se aliaran y jugasen con el 3D Estudio Max por unas cuantas semanas con una nevera llena de Bass Brewery entre ellos" Otro compañero periodista, Kieron Gillen comentó: , "Sacrifice se parece a una versión del juego de estrategia Command & Conquerpero diseñado por el pintor de Renacimiento Hieronymus Bosch." Aparte de ser impresionante en el apartado gráfico, Lee Haumersen de GameSpy los movimientos de las criaturas fluidos y creíbles, remarcando, "La imagen de los dragones volando por los cielos recuerda a la película Dragonheart." El periodista Tom Chick comentó la experiencia de que ver a su mago al frente de "una tropa de cosas aleteando, gateando, trotando, girando y saltando" es la esencia de "Lo que trata ser un "Gamer" ".
Los efectos de los hechizos en el juego también levantaron reacciones positivas. Samuel Graves de la revista Next Generation magazine les llamó "sobrecogedores e inspiradores", mientras que "deja sin aliento de forma positiva" fue el comentario de John Bye de Eurogamer al ver "Misiles en llamas cayendo sobre todo el campo de batalla, hombres salir volando por el cielo, o como la tierra se inflama bajo los pies de su mago". A pesar de que tales efectos estuvieron implementados en otros juegos, como Gillen señalaba,  fue experiencia totalmente diferente al verlo desde una perspectiva en tercera persona. Críticos de FiringSquad y PC Gamer fueron igualmente abrumados por los efectos visuales impresionantes. A pesar de llenar la pantalla con "Demonios alados plenamente animados" y "múltiples torbellinos gigantescos en el cielo", Sacrifice corría fluidamente en las máquinas de los Críticos, impresionando al personal de la revista Edge.
Aparte del apartado Visual, el audio del juego también atrajo comentarios positivos. El personal de GameSpot disfrutó escuchar a la historia a través de las voces grabadas. Encontraron que los actores de voz no sobre-actuaban a pesar de los aspectos extravagantes de los caracteres. En cambio, el rendimiento del los actores dio una profundidad extra a las personalidades de estos caracteres. Haumersen notó unos cuantos defectos en la presentación vocal del juego: los movimientos de los labios de personajes no se sincronizaban con lo que decían, y tuvieron un número limitado de gestos para acompañar las palabras. Michael House de Allgame no fue impresionado, encontrando las voces de personajes cómicos "pasando de graciosas a desagradables."
Para muchos de la Crítica, Sacrifice tenía defectos en su estilo de combate. Encontraron que la interfaz del juego—qué presentado con una vista en tercera persona trasera—les obstaculizó de tener claro el entorno de su personaje. El rápido paso del juego en combate provocaba que las luchas tendiesen a ser caóticas, donde aparte de manejar las unidades entre una masa caótica para emitir órdenes, los jugadores tenían que ver la seguridad de su mago para poder utilizar hechizos en batalla. La crítica comentó también, que si un jugador pierde un número de batallas tempranas, su ejército nunca podría recuperarse de las pérdidas para ganar el partido. El juego Mulltijugador de Sacrifice, como Sam Parker de GameSpot' observó, tendían a ser juegos muy largos donde se esperaba al punto en el que el mago obtuviese hechizos más fuertes. Keith Pullin de PC Zone se decepcionó de que el juego no fue diseñado para premiar la táctica; en su experiencia,  consiguió ganar simplemente convocando grupos de criaturas continuamente para atacar el enemigo. Bass estuvo de acuerdo de que el juego fue más débil en el juego estratégico, pero los otros aspectos le impresionaron lo su suficiente como para recomendarlo.
La intensidad y la emoción generada por el frenético ritmo de juego complació a Dan Adams de IGN , pero Bye se sintió tan frustrado por su experiencia aseguró haber padecido un aumento masivo en su presión sanguínea. La Gran demanda del juego por Microgestion convenció a Maximum PC de nombrar Sacrifice como el "la mejor razón para que los gamers obtengan una tercera mano", una opinión en línea con el comentario de Chick, de que la interfaz "[al parecer] a ha sido diseñado para una de las bestias de 13 dedos en el juego". El estilo de juego de Sacrifice tuvo sus seguidores; el personal de Edge, impresionado con los controles del juego y perspectiva visual, lo nombró uno de los "pocos títulos [Que tomaron] la estrategia a la tercera dimensión y convincentemente utilizó el plano extra para más un hacer un re-diseño 3D deslumbrante".
No se realizaron ventas de figuras de Sacrifice, varios miembros de la industria de videojuego reconocieron que el juego no vendió bien. James Bell, Vicepresidente Senior de Desarrollo Creativo en Infogrames, dijo que Sacrifice, a pesar de que ser un juego excelente, tuvo ventas pobres posiblemente por una mala publicidad y que fue publicado en mal momento. Otra razón, considerada por Gillen, para el fracaso comercial de sacrifice fue el pequeño tamaño de su equipo de desarrollo. Basado mayoritariamente en los esfuerzos de cuatro personas, el juego estuvo construido alrededor de sus preferencias de juego, fallando al no tener en cuenta las opiniones de una variedad más ancha; de ahí, el juego se transformó en un producto de nicho .

### Legado
Impresionando a IGN con su "tierra maravillosa llena de carácter e imaginación", el Sacrifice era la elección del sitio para el mejor juego de estrategia del año 2000. recibió el honor en el mismo año por "European Computer Trade Show" como el mejor Espectáculo en un Juego de PC. Desde su publicación, el sacrifice ha sido uno de los top 100 de PC Gamer‍  por ocho años consecutivos. Mirando hacia atrás en la historia del los videojuegos de estrategia en tiempo real, Geryk señalaló que "la profundidad y la originalidad" de Sacrifice era incomparable en su género y a menudo pasado por alto a favor de su calidad gráfica. El personal de gaming sitio UGO compartió una opinión similar, nombrando el juego en 2009 como el decimoctavo mejor juego de estrategia de todos los tiempos.
A pesar de que Sacrifice fue honrado como juego de calidad, observadores de industria señalan que sus cualidades fueron olvidadas por la mayoría de las personas; el personal de GamesRadar dijo que el juego era "prácticamente invisible al público gamer", y según Gillen, pocos recuerdan a Sacrifice como el pionero del sistema de control por gestos de ratón, el cual fue alabado como revolucionario en el juego Black & White de Peter Molyneux,  un juego más tardío. Gillen más tarde lamentó que la publicación de Sacrifice llevase a Shiny al final del desarrollo de videojuegos creativos, cuando la compañía cambió a producir productos más comunes, como Enter The Matrix. A pesar de recibir numerosas solicitudes de una secuela, Shiny declaró en 2002 que no produciría una. Siete años más tarde, GamesRadar reiteró una petición de una secuela mientras proclamaba a Sacrifice como "uno de los juegos más infravalorados de todos los tiempos".